# Bajit
Bajit är ett judiskt utbildnings- och kulturhus i Stockholm invigt 2016. Huset drivs av Stiftelsen Judaica och inhyser ett antal verksamheter som Judiska församlingen i Stockholm, IK Makkabi och Adat Jeschurun. Bajit är Hebreiska och betyder "hus". 
Huset ritades av Aleksander Wolodarski och är inspirerat av byggnader i Tel Aviv. Det är sammanbyggt med Högre lärarinneseminariet.